# فلوری، قلمرو پایتختی استرالیا
فلوری (به انگلیسی: Florey) یک حومه شهر در استرالیا است که در قلمرو پایتختی استرالیا واقع شده‌است.